# Vanishing Point (película de 1997)
Vanishing Point (Carrera Contra el Destino en Hispanoamérica) es una película televisiva de 1997 dirigida por Charles Robert Carner y protagonizada por Viggo Mortensen, Jason Priestley, Peta Wilson, Christine Elise, y Keith David. Es una versión de la película de culto del mismo nombre de 1971, emitida por la red televisiva Fox. Presenta el mismo modelo Dodge Challenger R/T de 1970 como en la película original.

## Sinopsis
Jimmy Kowalski (Mortensen), un veterano de la Guerra del Golfo y otrora corredor de vehículos, trabaja como un restaurador de automóviles y conductor de entregas en una tienda en Idaho. Toma una asignación para entregar un vehículo Plymouth Roadrunner de 1971 a Nuevo México, con el fin de pagar las facturas del tratamiento médico de su esposa. Mientras está en Nuevo México, le ofrecen otro trabajo: entregar un 426 Hemi Dodge Challenger R/T de 1970 a Salt Lake City, Utah. En el camino, es informado que el difícil embarazo de su esposa ha empeorado, así que decide regresar rápidamente a Idaho, rechazando detenerse cuando la policía lo persigue por conducir a exceso de velocidad.
Una persecución interestatal se desarrolla. Durante el resto del viaje, Kowalski es perseguido por un implacable comisario de Utah y un agente del FBI quien, mientras intenta hacerse un nombre para sí mismo y la organización después de los incidentes de Ruby Ridge y el Asedio de Waco, se convence de que Kowalski puede estar transportando drogas o es un terrorista común. Kowalski es ayudado en su trayecto por un locutor radial llamado "La Voz" (Priestley), un libertario DJ con una bandera Gadsden en su estudio, quien constantemente está ofreciendo discursos en temas como impuestos sobre la renta y la opresión del gobierno. La Voz, intrigado por la carrera de Kowalski a través del país, se dispone a encontrar la verdad sobre Kowalski. Cuando lo hace, descubre la verdad del "transporte de drogas" de Kowalski y que Kowalski en realidad está apresurándose para llegar a tiempo a casa y estar con su esposa durante su peligroso embarazo.
A lo largo del camino, Kowalski se interna en el desierto donde se pierde, pincha un neumático y pasa la noche en una reserva india. Logra encontrar la ruta de vuelta a la carretera donde continúa en su trayecto a Idaho, burlando al FBI al hacer que vayan en la dirección opuesta de su camino trazado. Aun así, a medida que el día avanza, se queda dormido y conduce hasta las dunas de sal. Una mujer en una motocicleta le encuentra justo después de que despierte y le informa que ha averiado su depósito de aceite. La sigue hasta su refugio, donde conoce a su novio, quien está escondido del Servicio de Impuestos Internos y que al principio sospecha que Kowalski es del gobierno. Después de que la chica y Kowalski convenzan al sujeto de que Kowalski es "uno de ellos", el hombre le ofrece viajar 30 millas para tratar de localizar un repuesto para su depósito de aceite. Regresa después de lograr encontrar uno, pero advierte a Kowalski que las carreteras y las intersecciones están vigiladas por barreras de policías y agentes. Después de ayudar a Kowalski a instalar el repuesto, la pareja ofrece ayudarlo con un plan para evadir la barrera.
Kowalski consigue exitosamente evadir la barrera mediante el uso de luces centelleantes de policía montadas sobre el techo de su vehículo; en la penumbra la policía piensa que el vehículo de Kowalski es otro vehículo policial y rápidamente le permiten pasar. Sin embargo, un oficial dispara un tiro al Challenger y rompe el parabrisas trasero. Después, Kowalski apaga sus luces delanteras y desaparece en el bosque, utilizando anteojos de visión nocturna comprados al sujeto que le vendió el escáner. El helicóptero policial tiene detectores infrarrojos, pero Kowalski evita ser visto tras esconder el vehículo bajo una pieza grande de lata. Se despierta de una pesadilla sobre su mujer a las 7:19 a. m., encuentra una cabina telefónica y llama al hospital, donde habla con el doctor que estaba atendiendo a su mujer.
Kowalski luego conduce hasta la carretera donde la película comenzó. Al ver la barrera, se detiene donde el espectador lo había visto al principio. Una imagen retrospectiva revela que su mujer murió a las 7:19 a. m., por una falla renal. Pone en marcha su vehículo a toda velocidad hacia la barrera. Un epílogo por "La Voz" revela que, aunque las autoridades afirman que Kowalski murió en el accidente y el cuerpo nunca fue encontrado, algunos testigos declaran que Kowalski escapó del vehículo justo antes del impacto y huyó de las autoridades con la ayuda de espectadores. Se da un escenario por el cual su antiguo amigo mexicano encuentra pertenencias de Kowalski y muestra que ahora está viviendo en la selva con su hija recién nacida.

## Reparto
- Viggo Mortensen como Jimmy Kowalski
- Christine Elise como Raphinia Kowalski
- Steve Railsback como Sargento Preston
- Rodney Un. Grant
- Peter Murnik como Gilmore
- James MacDonald como James G. MacDonald
- Paul Benjamin
- Geno Silva como Mike Mas
- John Doe como Sammy
- Peta Wilson como Chica de Motocicleta
- Keith David como Warren Taft
- Jason Priestley como La Voz